# 天主教比拉克教区
天主教比拉克教区  （拉丁語：Dioecesis Viracensis）是菲律賓一個羅馬天主教教區，屬卡塞雷斯總教區。轄區包括卡坦端内斯省。
2010年有教友243,000人、19個堂區、52名司鐸。現任主教馬諾洛‧桑托斯。
1974年5月27日升為教區。